# Caradog ap Iestyn
Caradog ap Iestyn († vor 1147) war der erste walisische Lord of Afan.

## Leben
Caradog war ein Sohn von Iestyn ap Gwrgan, dem letzten König des südwalisischen Königreichs Morgannwg. Gegen Ende des 11. Jahrhunderts wurde Südwales von den Normannen erobert, wobei der genaue Ablauf der Eroberung ungeklärt ist. Trotz der normannischen Eroberung konnte Caradog ap Iestyn nach dem Tod seines Vaters 1093 unter normannischer Oberhoheit die Herrschaft über Afan, das Bergland zwischen dem River Taff im Osten und dem River Neath im Westen behalten, während bis auf den kleinen Abschnitt zwischen River Neath und River Afan das Küstengebiet unter normannische Herrschaft fiel und die Herrschaft Glamorgan bildete. Als erster Lord of Afan soll Caradog an der Mündung des River Afan Aberafan Castle errichtet haben, aus deren umgebenden Siedlung sich die Stadt  Aberavon entwickelte. 1127 kam es zwischen ihm und seinen Brüdern Gruffydd und Goronwy zu einem gewalttätigen Streit, über den jedoch weiter nichts bekannt ist.

## Familie und Nachkommen
Caradog ap Iestyn hatte Gwladus, eine Tochter des Fürsten Rhys ap Tewdwr von Deheubarth, geheiratet. Er hatte vier Söhne:
- Morgan ap Caradog
- Maredudd ap Caradog
- Owain ap Caradog
- Cadwallon ap Caradog

Nach seinem Tod teilten Morgan, Maredudd und Cadwallon seine Herrschaft untereinander auf und gründeten die Herrschaften Afan, Glynrhondda und Meisgyn. Afan blieb unter seinen Nachfahren die letzte Herrschaft, die nach der endgültigen englischen Eroberung von Wales bis in die zweite Hälfte des 14. Jahrhunderts unter der Herrschaft einer walisischen Dynastie blieb.